# 提基結構
提基結構（英語：Tiki Formation）是位於印度北部中央邦的晚三疊世（卡尼期至諾利期）之地質結構。恐龍化石是從該結構中發現的化石之一，雖然尚未提及特定之恐龍的屬，不過在提基結構中發現了植龍目的火山鱷屬化石。
提基鱷屬以及異平齒龍屬皆是以提基結構的名稱命名之。